# Northwest Stadium
Le Northwest Stadium (auparavant FedEx Field et surnommé Big Jack) est un stade de football américain situé dans la banlieue est de Washington sur la zone non incorporée de Landover au Comté du Prince George, Maryland, États-Unis. Non loin de là se trouvait le Capital Centre, qui fut démoli en 2002.
Depuis 1997, c'est le terrain à domicile des Commanders de Washington, qui évolue dans la division Est de la National Football Conference en National Football League. Le Northwest Stadium a une capacité de 67 617 places en configuration football américain et dispose de 280 suites de luxe, 15 044 sièges de club et de 22 000 places de stationnement.

## Histoire
L'antre de l'une des équipes les plus populaires de la National Football League est la plus grande enceinte de cette ligue. Après plus de vingt ans de jeu au Robert F. Kennedy Memorial Stadium, Jack Kent Cooke avait envisagé l'élaboration d'un nouveau terrain de jeu pour son équipe en 1987. Cooke était un entrepreneur canadien qui possédait la franchise des Redskins de Washington. Après neuf ans de négociations, il a finalement trouvé un endroit pour bâtir son stade dans le Maryland, près de l'Interstate 495 (Capital Beltway). Il n'a jamais pu voir son projet accompli car il décéda plusieurs mois avant l'inauguration, le 6 avril 1997.
Le stade fut officiellement nommé Jack Kent Cooke Stadium, en l'honneur de son défunt créateur. L'ensemble du projet coûta $250,5 millions de dollars (180 millions par les Redskins et 70,5 millions par l'État du Maryland) et il fut dessiné par les architectes de la firme HOK Sport. L'emplacement du stade était connu sous le nom de Raljon. Avant que le stade n'ait été construit, la Wilson Farm était là. Le nom "Raljon" est un mot-valise avec les prénoms des fils de Jack Kent Cooke, Ralph et John. Cooke a même été en mesure d'enregistrer Raljon avec le United States Postal Service comme une adresse légale pour le code postal 20785 de Landover.
Les Redskins de Washington ont joué leur première rencontre sur cette pelouse le 14 septembre 1997. Avec 80 116 sièges fixes, le "Big Jack" est devenu le plus grand stade dans la National Football League. En 1999, Daniel Snyder a racheté les Redskins et le stade, c'est également le président de la chaîne Six Flags.
En novembre de la même année, FedEx acheta les droits d'appellation du bâtiment en payant $7,6 millions de dollars par an, et le Jack Kent Cooke Stadium fut rebaptisé FedEx Field. $35 millions de dollars furent dépensés dans les améliorations de l'enceinte puis encore $20 millions de rénovations ont été faites pour la saison NFL 2000 avec la construction d'un nouveau niveau de suites de luxe, des escalators dans la rangée supérieure, et des places additionnelles ont été ajoutées, amenant la capacité à plus de 91 000 places. L'accord de naming avec FedEx prit fin le 28 février 2024.
Pour les six années passées ici, les fans des Redskins ont établi le record d'affluence lors d'une saison régulière. En 2005, le stade a pu accueillir 716 999 spectateurs. Le 30 décembre 2007, les Redskins gagnèrent 27-6 contre leurs rivaux de Dallas, ce fut le match le plus assisté dans l'histoire de l'équipe, avec 90 910 supporters dans les tribunes.
Le record d'affluence au Big Jack a eu lieu le 28 août 2004, lors du Black Coaches Association Classic qui opposait les Virginia Tech Hokies aux USC Trojans avec 91 665 personnes.
Dans le classement de Sports Illustrated sur les meilleurs stades de la NFL ("NFL Fan Value Experience"), le stade se trouve à la 28e position sur 32. En janvier 2007, le Washington Post a rapporté que Daniel Snyder était en discussion avec les représentants de Washington, D.C. sur la construction d'un nouveau stade dans la capitale.
En 2011, la capacité du stade est diminuée, passant de 91 704 à 85 000.

## Description
Trois rangées de sièges rouges et jaunes entourent le terrain de jeu. Deux tableaux d'affichage vidéo sont situés au-delà des zones des buts.
Le Northwest Stadium a de nombreux équipements dont plusieurs restaurants qui donnent sur le terrain et le Redskins Hall of Fame. Affiché sur le balcon du niveau supérieur, est le Redskins Ring of Fame qui contient 40 noms de joueurs et entraîneurs de la franchise. Se trouvant au-dessus de la zone des buts nord sont les drapeaux qui commémorent l'histoire de l'équipe en séries éliminatoires.
Une sortie spéciale, Exit 16 (Arena Drive), a été construite à partir de l'Interstate 495, la Capital Beltway. Elle est ouverte seulement pour les jours d'événements.

## Événements
- Coupe du monde féminine de football 1999, juin-juillet 1999
- Black Coaches Association Classic (BCA Classic), 28 août 2004
- Prince George's Classic, depuis 2004
- World Series of Football, 28 juillet 2005
- Army–Navy Game, 10 décembre 2011
- International Champions Cup 2014
- Concert de Guns N' Roses, 26 juin 2016
- Concert de Beyoncé Formation World Tour 2016
- On The Run II Beyoncé et Jay-Z
- Concert de Beyoncé Renaissance World Tour 2023

### Matchs de laCoupe du monde féminine de football 1999
- Voici les matchs de la Coupe du monde féminine de football 1999 ayant eu lieu au temps du FedEx Field :
  - 23 juin : Groupe C Norvège 7 – 1 Canada
  - 23 juin : Groupe D Australie 1 – 3 Suède
  - 27 juin : Groupe A Nigéria 2 – 0 Danemark
  - 27 juin : Groupe B Allemagne 3 – 3 Brésil
  - 1er juillet : quart de finale États-Unis 3 – 2 Allemagne
  - 1er juillet : quart de finale Brésil 4 – 3 Nigéria

## Galerie

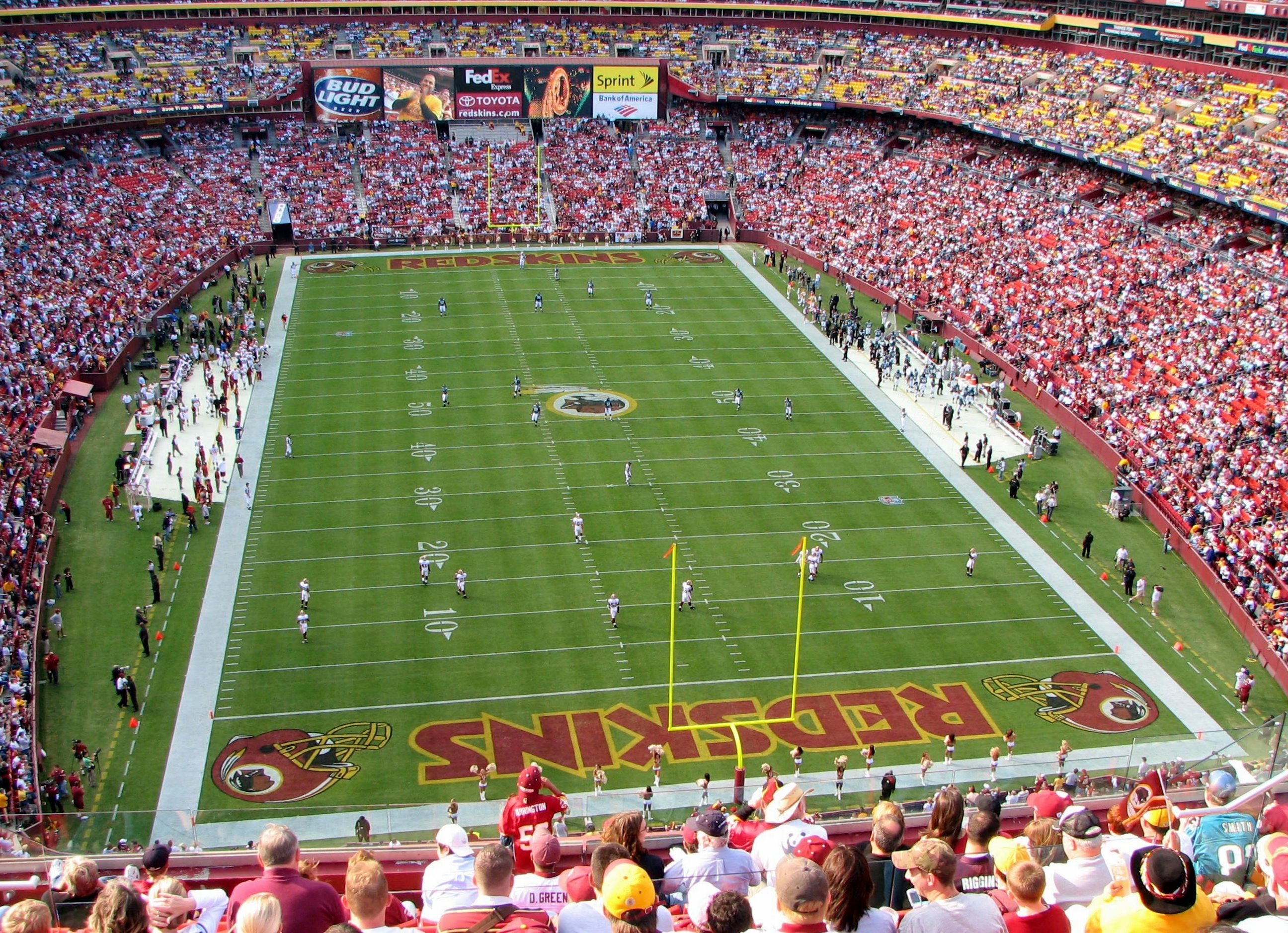
Enceinte des Skins
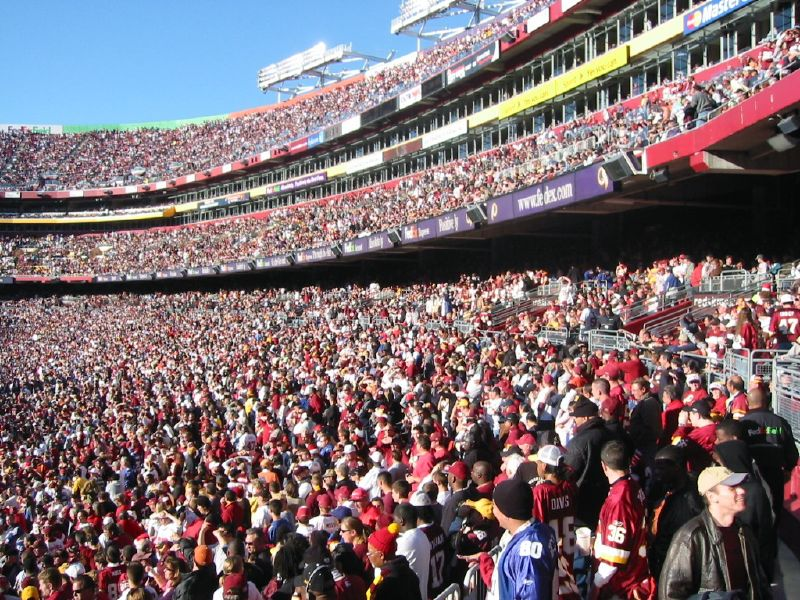
Les supporters
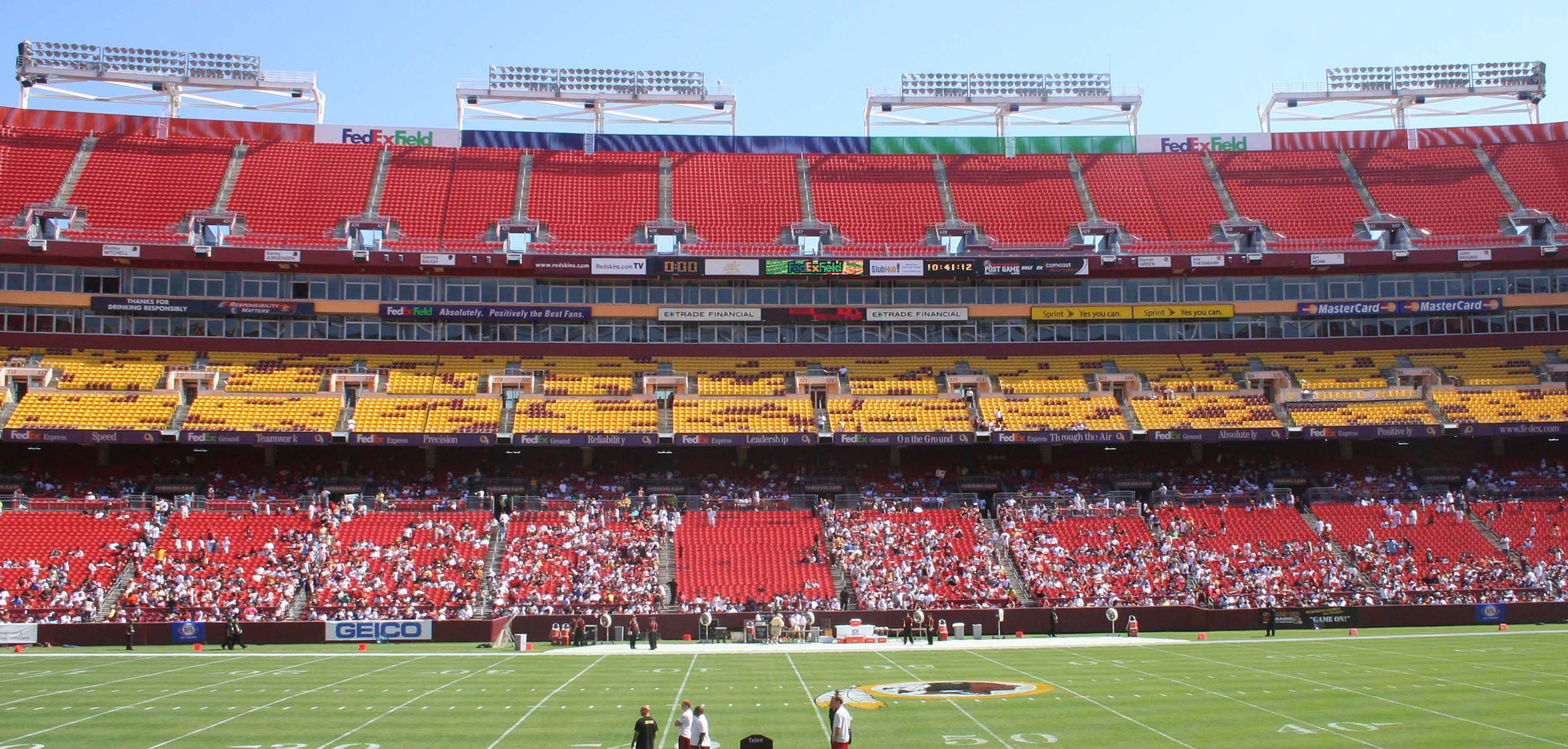
Tribune
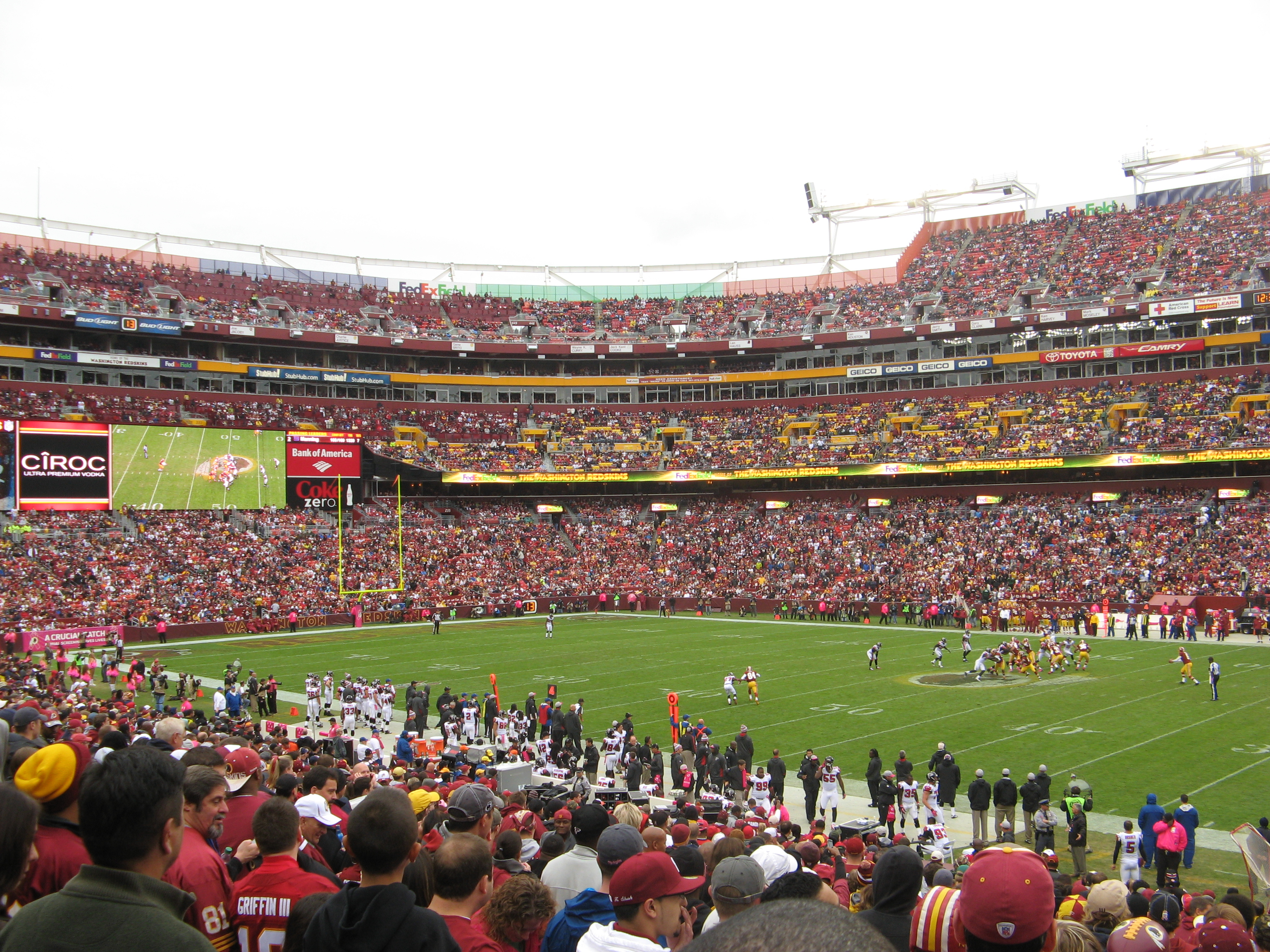
Match des Redskins en 2012
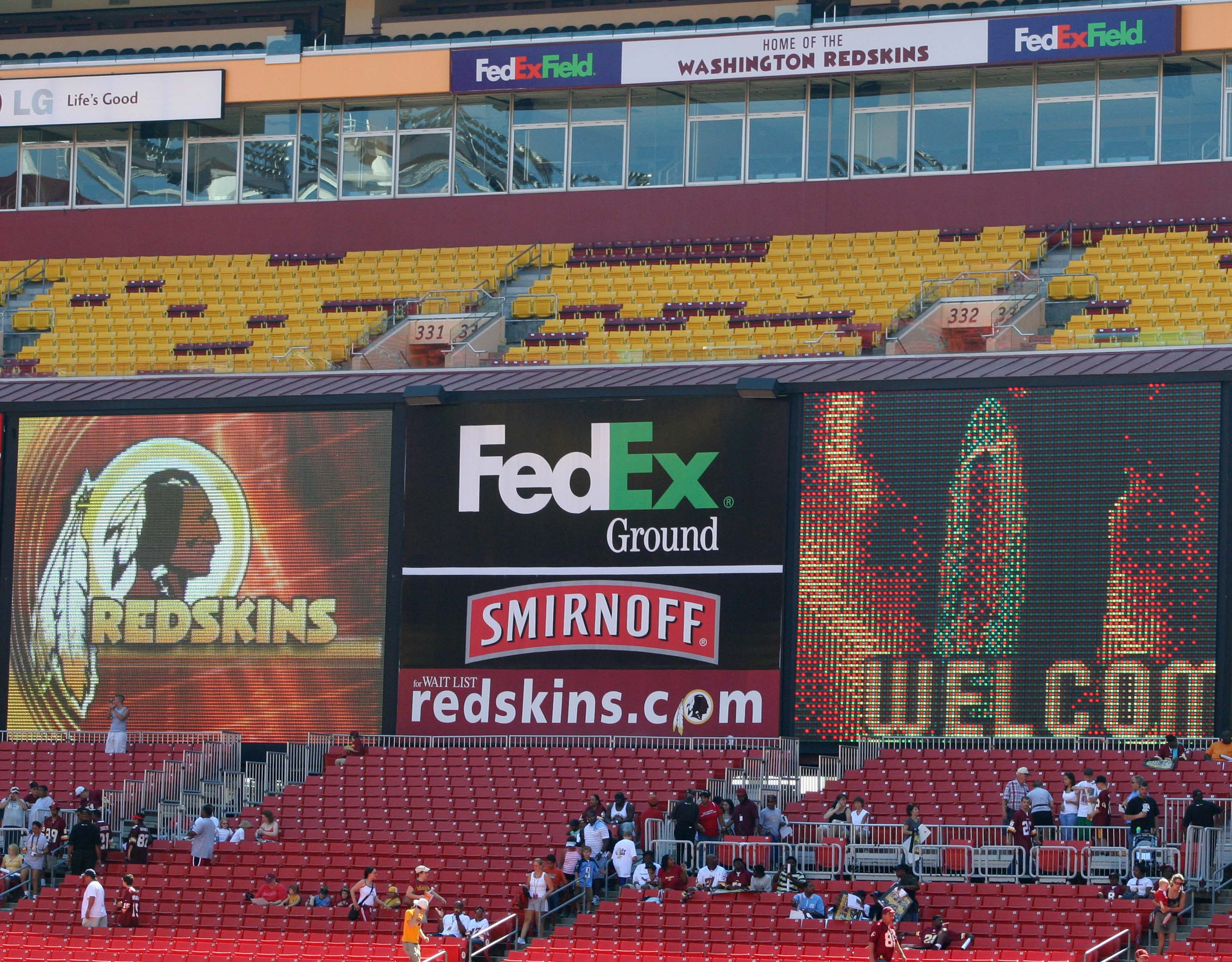
Tableau d'affichage
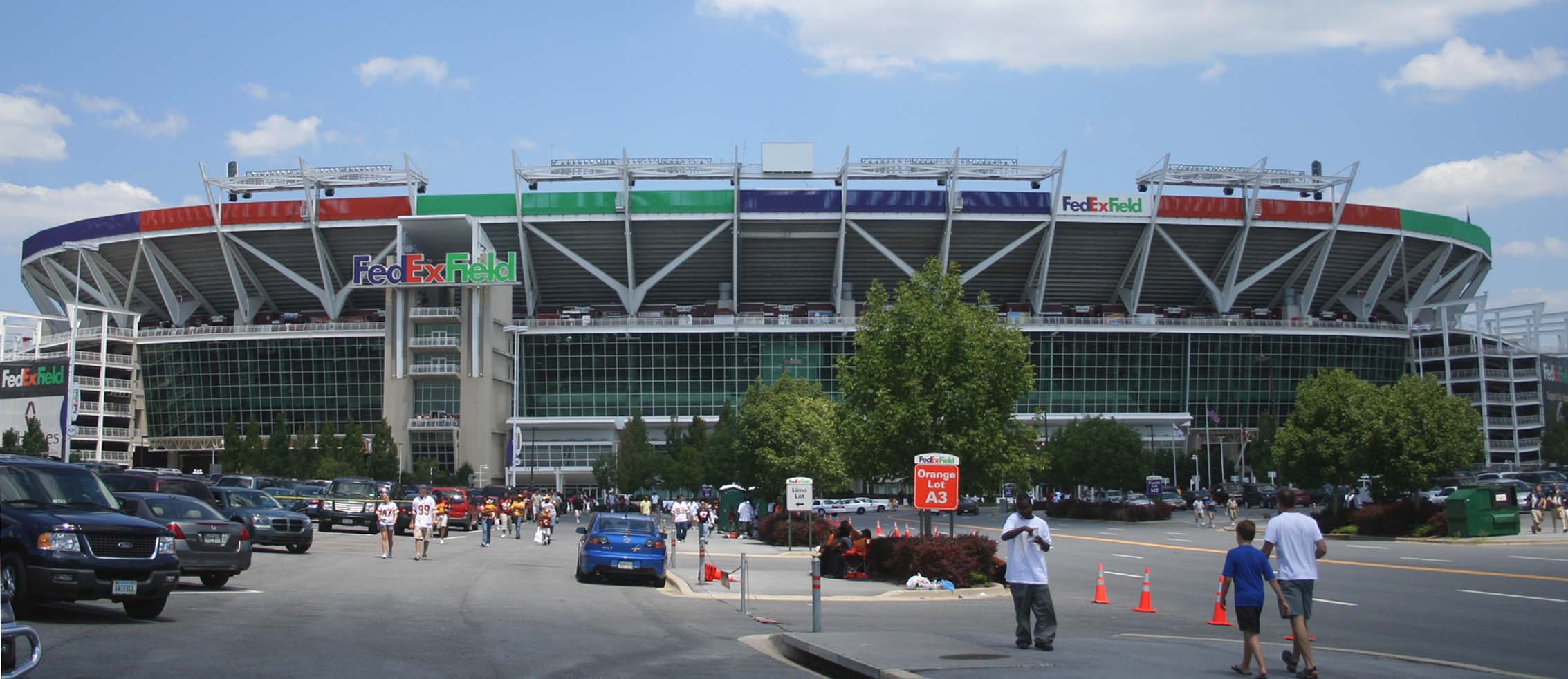
Façade extérieure
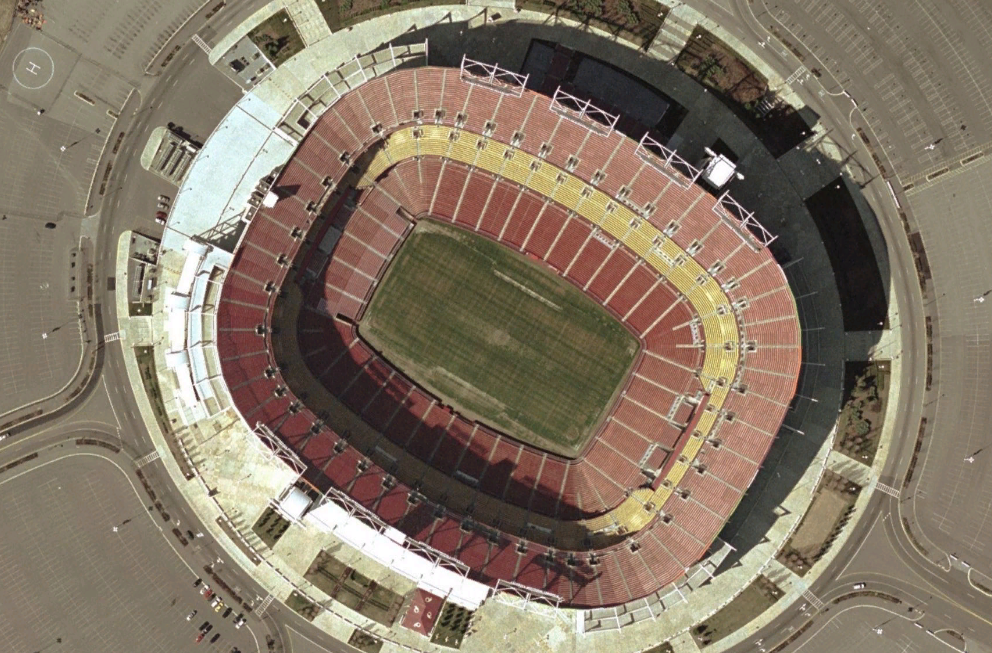
Vue satellite

## Compléments